# Giardia
Genre
Espèces de rang inférieur
- Voir le texte

Giardia est un genre de parasites intestinaux unicellulaires.

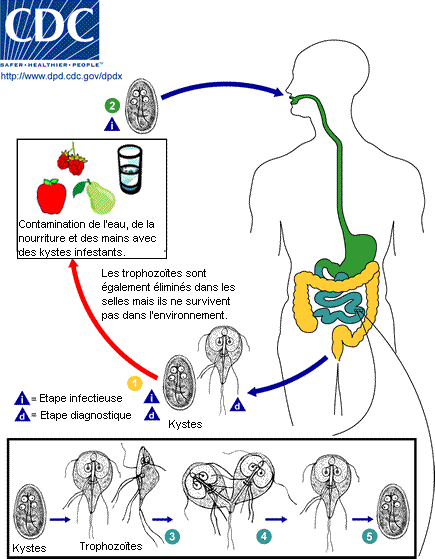

## Espèces
- Giardia ardeae
- Giardia intestinalis
- Giardia microti
- Giardia muris
- Giardia psittaci